# آنگرمونده

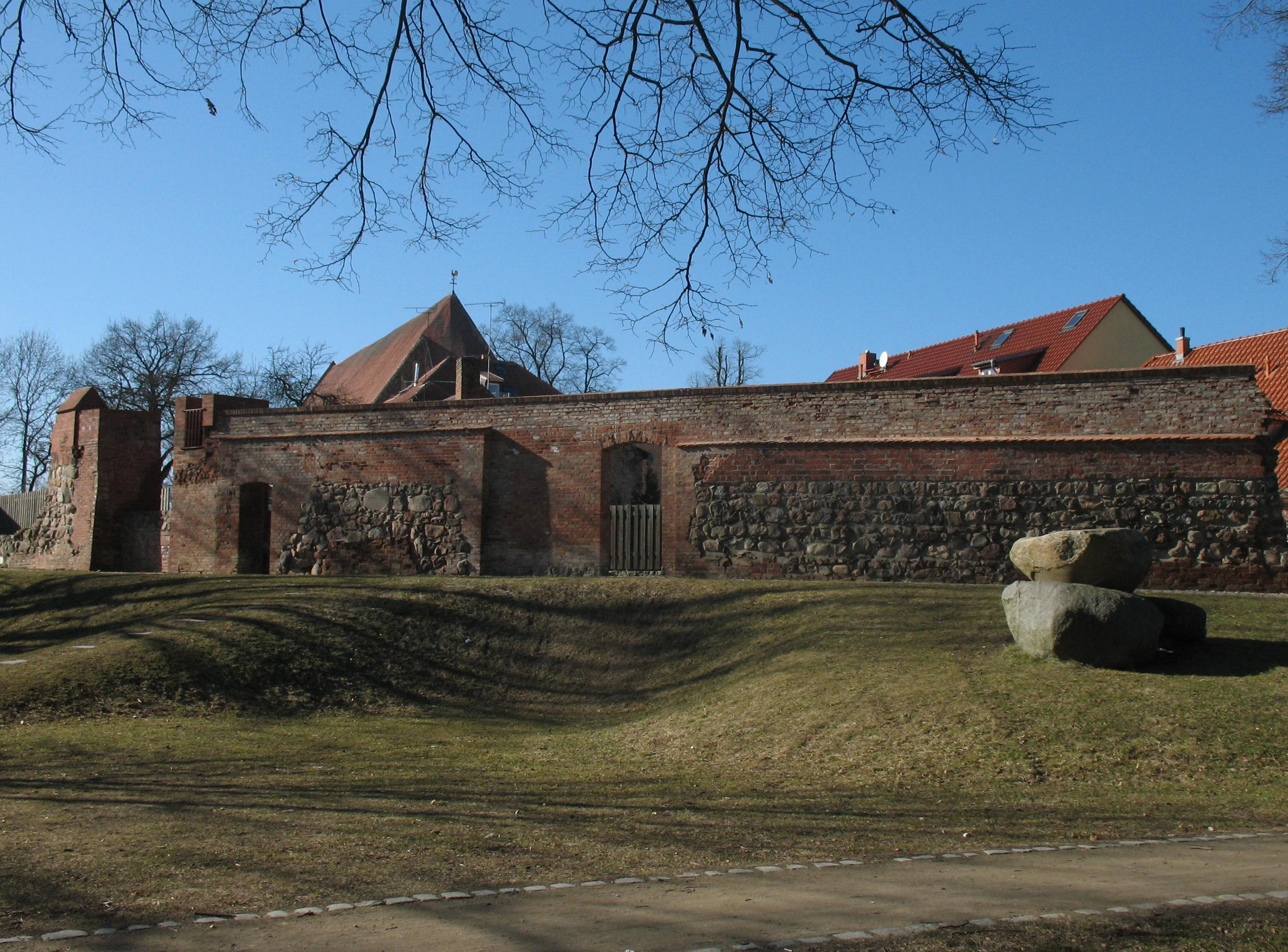

شهر آنگرمونده (به آلمانی: Angermünde) در ایالت برندنبورگ در کشور آلمان واقع شده است.

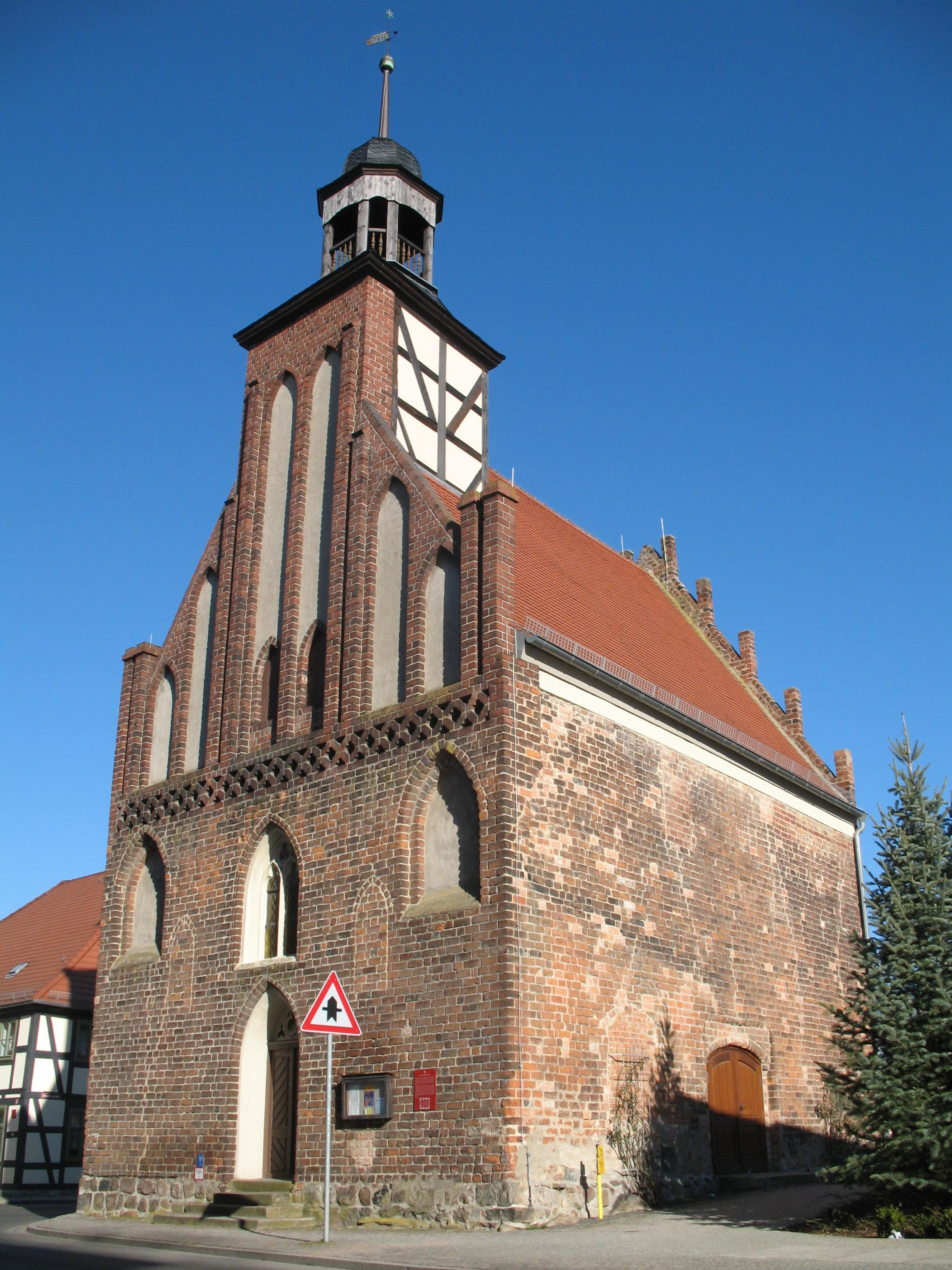

## نگارخانه

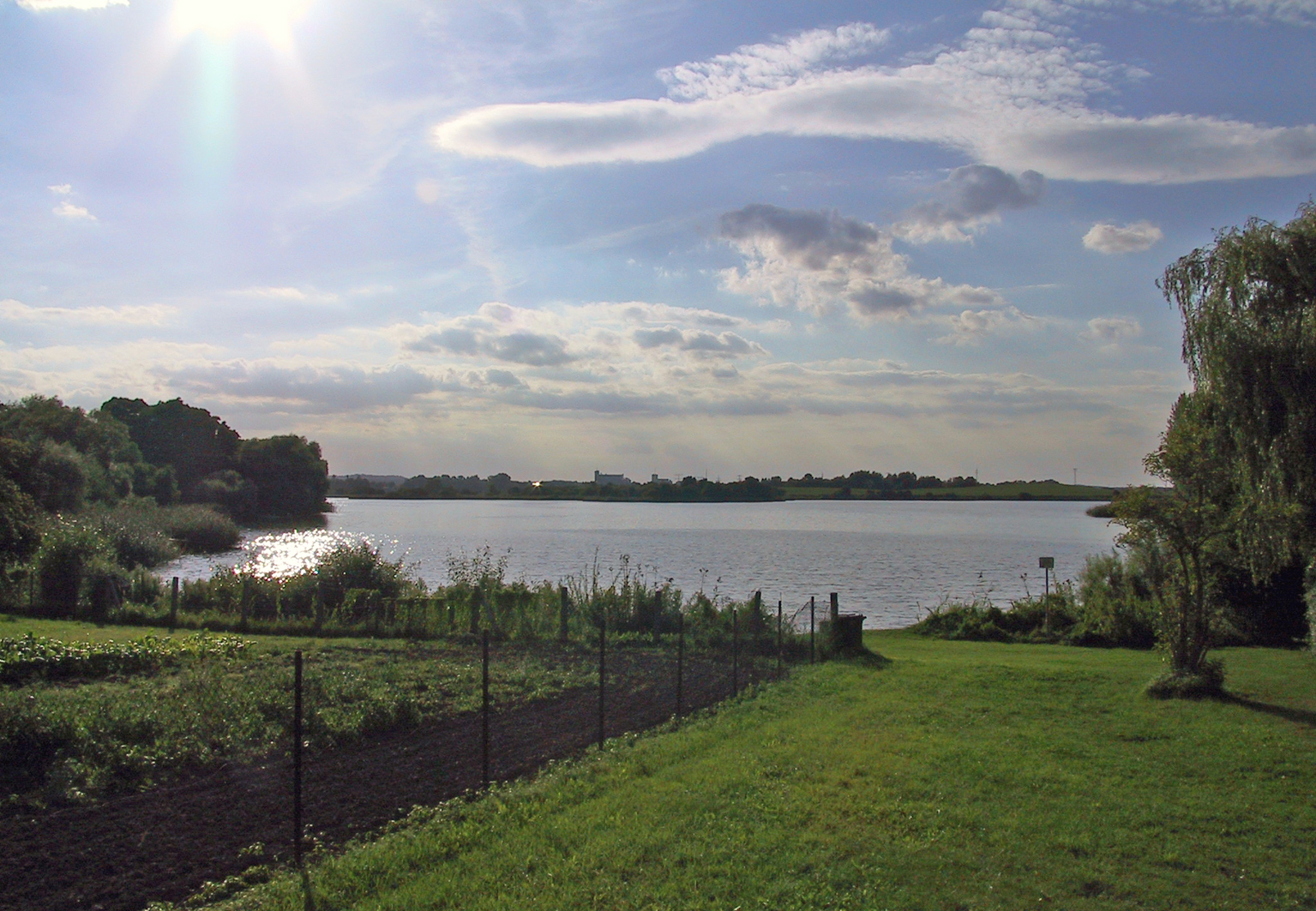